# 박소희 (배우)
박소희(朴昭熙, 1975년 12월 19일~)는 미국의 배우이다. 재일 한국인 출신으로 아버지의 방침에 의해 통명을 사용하지 않고 자랐다.